# Actinarctus
Genre
Actinarctus est un genre de tardigrades de la famille des Tanarctidae. 

## Liste des espèces
Selon Degma, Bertolani et Guidetti, 2016 :
- Actinarctus doryphorus Schulz, 1935
- Actinarctus lyrophorus Renaud-Mornant, 1979
- Actinarctus neretinus Grimaldi de Zio, D'Addabbo Gallo, Morone De Lucia, Vaccarella & Grimaldi, 1982
- Actinarctus physophorus Grimaldi de Zio, D'Addabbo Gallo, Morone De Lucia, Vaccarella & Grimaldi, 1982

## Publication originale
- Schulz, 1935 : Actinarctus doryphorus nov. gen. nov. spec, ein merkwurdiger Tardigrad aus der Nordsee. Zoologischer Anzeiger, vol. 111, p. 285-288.